# 尖吻黑頭魚
尖吻黑頭魚（学名：Alepocephalus triangularis），又名尖吻平頭魚、黑頭魚，为輻鰭魚綱黑头鱼目黑頭魚科黑頭魚屬下的一种深海魚類，其种加词“triangularis ”意为“三角形的”。分布於西北太平洋日本琉球海溝，棲息深度1000-1140公尺，體長可達24公分，棲息在底層水域，生活習性不明。